# Луговское сельское поселение (Ивановская область)
Луговское се́льское поселе́ние — муниципальное образование в Кинешемском районе Ивановской области Российской Федерации.
Административный центр — деревня Луговое.

## География
Расположено в центральной части Кинешемского района. На севере граничит с Заволжским районом, на востоке — с Решемским сельским поселением, на юге — с Батмановским сельским поселения, на западе — с Горковским сельским поселением и городским округом Кинешма. Площадь территории составляет 161,7 км².
Территория расположена в бассейне реки Волги. Реки протекают в хорошо разработанных долинах в основном трапециевидной формы. Они имеют малую извилистость и тихое течение. Используются для водоснабжения и орошения. Волга — для водного транспорта.

## История
В XVIII веке в Зименковской волости Кинешемского уезда Костромской губернии упоминается более двадцати деревень, включая деревню Луговое.
В День Села присваивается звание Почётный житель Луговского сельского поселения.
Статус и границы сельского поселения установлены Законом Ивановской области от 25 февраля 2005 года № 42-ОЗ «О городском и сельских поселениях в Кинешемском муниципальном районе»

## Население
| 2002  | 2010  | 2011  | 2012  | 2013  | 2014  | 2015  |
| ----- | ----- | ----- | ----- | ----- | ----- | ----- |
| 2014  | ↘1804 | ↘1797 | →1797 | ↘1760 | ↗1776 | ↗1784 |
| 2016  | 2017  | 2018  | 2019  | 2020  | 2021  |       |
| ↘1764 | ↘1752 | ↘1706 | ↘1685 | ↘1647 | ↘1567 |       |

## Состав сельского поселения
| №  | Населённый пункт | Тип населённого пункта          | Население |
| -- | ---------------- | ------------------------------- | --------- |
| 1  | Акишево          | деревня                         | 58        |
| 2  | Белянки          | деревня                         | 0         |
| 3  | Валгусиха        | деревня                         | 0         |
| 4  | Власково         | деревня                         | 1         |
| 5  | Глухово          | деревня                         | 3         |
| 6  | Горки            | деревня                         | 137       |
| 7  | Дементьево       | деревня                         | 6         |
| 8  | Ельтинская       | деревня                         | 0         |
| 9  | Зименки          | деревня                         | ↘25       |
| 10 | Иваниха Большая  | деревня                         | 182       |
| 11 | Кориха           | деревня                         | 25        |
| 12 | Крючиха          | деревня                         | 32        |
| 13 | Курочкино        | деревня                         | 0         |
| 14 | Лодыгино         | деревня                         | 9         |
| 15 | Луговое          | деревня, административный центр | ↘1199     |
| 16 | Мелино           | деревня                         | 0         |
| 17 | Мешино           | деревня                         | 3         |
| 18 | Мишутиха-Малая   | деревня                         | 6         |
| 19 | Пашкино          | хутор                           | 14        |
| 20 | Перфильево       | деревня                         | 0         |
| 21 | Поспелиха Новая  | деревня                         | 16        |
| 22 | Поспелиха Старая | деревня                         | 4         |
| 23 | Романово         | деревня                         | 21        |
| 24 | Старое Село      | деревня                         | 24        |
| 25 | Трениха          | деревня                         | 3         |
| 26 | Фатиха           | деревня                         | 7         |
| 27 | Шерониха         | деревня                         | 26        |
| 28 | Якунино          | деревня                         | 3         |

## Транспорт
По территории поселения проходят дороги регионального значения Ковров — Шуя — Кинешма, Кинешма — Юрьевец — Пучеж — Пурех и дороги межмуниципального значения Кинешма — Батманы — Шилекша, Кинешма — Иваниха — Поспелиха.

## Социальная инфраструктура
Предприятия социальной сферы:
- Луговская средняя общеобразовательная школа
- детский сад
- ФАП
- отделение «Почта России»
- 2 дома культуры
- 2 библиотеки[1].

## Предприятия
Два сельскохозяйственных предприятия:
- СПК «Пригородный», основное направление деятельности составляет мясо-молочное производство, прекратило деятельность в 2019 году.
- АО «Птицефабрика „Кинешемская“», занимающаяся птицеводством

Одно промышленное предприятие — ООО «Картель», выпускающее нетканое полотно, реализуемое по всей России.

## Памятники истории и археологии
- одиночный курган XII—XIII веков на восточной окраине деревни Валгусиха
- одиночный курган XII—XIII веков близ деревни Глухово
- Романовский курган X—XII веков близ деревни Романово на берегу реки Юрбицы[3].